# Кан-Темир
Кан-Темир (Кантемир-мурза, Кантемір, Кантимур) (пом. 10 липня 1637) — відомий татарський військовий і політичний діяч, засновник і перший проводир Буджацької (Аккерманської або Білгородської) орди. Один з беїв ногайського роду Мансур. Вів свій родовід від знаменитого золотоординського темника і засновника Ногайської орди Едигея (1352–1419) та його сина Мансура (пом. 1427). У Польщі Кантемир-мурза отримав прізвисько «Кривавий меч».

## Біографія
Кантемир-мурза був сином Араслан-мурзи й онуком знаменитого ногайського мурзи Дівеєва (пом. 1575), який здійснював численні набіги на південноруські володіння, брав участь в 1572 в битві при Молодях і помер у московитському полоні.
На початку XVII століття ногайські племена, гнані голодом із здебільшого бідних місць Криму, стали розселятися по білгородських степах, у південній частині межиріччя Дністра і Дунаю. Ногайських переселенців очолювали Мансурівскі мурзи. Буджацькі (білгородські) ногайці, розселившись на нових степових територіях, стали здійснювати систематичні спустошливі набіги на довколишні польські та молдавські землі.
Кантемир-мурза відзначився під час облоги Хотина 1621 р., за що отримав від османського уряду титул амір аль-умара. Після цього він вирішив позбутися над собою влади кримського хана Мухаммед-Ґерая. Хан наказав калзі Шагін-Ґераю покарати повстанця, який 1627 року переправився у Добруджу. Однак там він наступного року зазнав поразки. Отримав також того року від турків санджак взамін за виконання наказу піти походом на Крим. 1628 року Кан-Темир узяв у облогу Бахчисарай. Через нестачу провіанту пішов до Кафи, де з'єднався із силами Джанібек-Ґерая, який прибув з Османської імперії. Мухаммед і Шагін утекли до козаків, прагнучи знайти собі союзників проти спільного ворога — Джанібек-Ґерая. Скориставшись міжусобною боротьбою, Кан-Темир відновив розорений Шагін-Ґераєм юрт свого ногайського племені. За правління Інаєт-Ґерая військо калги Хусам-Ґерая винищило й пограбували ногайські поселення у районі Ак-Кермана. Однак ногайці підняли повстання і вбили калгу. Османська імперія не могла довго терпіти повстання ногайців і безперервну ворожнечу з Кримським ханством. Тому за наказом султана Кан-Темир був задушений у 1637 р.

## Родина
Мав синів:
- NN — командував загоном, який був розбитий на початку жовтня 1629 поблизу містечка Доброводи, потім переправився на правий берег Дністра біля с. Стінка (тепер Бучацький район);
- Мамбет-султан-бея — потрапив у полон 4 жовтня 1629 у битві з військом під командуванням Стефана Хмелецького поблизу Устя; був зарубаний під час суперечки королівських жовнірів стосовно того, хто його полонив.[2]